# Hélène Bellosta
Hélène Bellosta, née Baylet le 5 mars 1946 à Bordeaux et morte le 19 août 2011 à Marseille 5e, est une historienne française des mathématiques, spécialiste des mathématiques arabes.

## Biographie
Hélène Bellosta est ancienne de École normale supérieure de jeunes filles (promotion 1965, section Sciences), agrégée de mathématiques, docteur en histoire des sciences et directeur de recherche au CNRS (Centre d'histoire des sciences et des philosophies arabes et médiévales). Elle décède le 19 août 2011.

## Publications

### Ouvrages
- Ibrahim Ibn Sinan : logique, et géométrie au Xe siècle, Leiden, Brill, 2000 (en collaboration avec Roshdi Rashed)
- Apollonius de Perge, La section des droites selon des rapports, Berlin et New York, Walter de Gruyter, 2009 (en collaboration avec Roshdi Rashed)

### Participation à des ouvrages collectifs
- «  L'apport des mathématiques arabes au Moyen Age latin  » dans Histoire de l'islam et des musulmans en France du Moyen Âge à nos jours : aspects religieux, politiques, culturels,  Paris, Albin Michel, 2006, pp. 258–275

### Articles
- Mathématiques et philosophie au Xe siècle : le traité sur l’analyse et la synthèse d’Ibrâhîm Ibn Sinân, MATAPLI n° 46, avril 1996, pp. 17–24